# Новоукраїнське (Донецький район)
Новоукра́їнське — село Амвросіївської міської громади Донецького району Донецької області, Україна.

## Загальні відомості
Відстань до райцентру становить близько 32 км і проходить автошляхом місцевого значення.
Села розташоване на кордоні з Куйбишевським районом Ростовської області Росії. На південній стороні від села бере початок річка Калинова II.
Унаслідок російської військової агресії із серпня 2014 р. Новоукраїнське перебуває на території ОРДЛО.

## Історія
23 серпня 1943 року в село увійшла Червона Армія.

## Населення
За даними перепису 2001 року населення села становило 16 осіб, з них 18,75% зазначили рідною українську мову, а 81,25% — російську.